# 조지 R. 로버트슨
조지 R. 로버트슨(George R. Robertson, 1933년 4월 20일 ~ — 2023년 1월 29일 )은 캐나다의 배우이다.
브램턴에서 태어났다.

## 출연 작품
- 해피엔딩 프로젝트 (2012년) - 체스터 존스 역
- 더 펜타곤 페이퍼스 (2003년)
- JFK Jr. 스토리 (2003년)
- 이중 생활 (2001, The Familiar Stranger)
- 그가 내게 한 거짓말 (1997년)
- 머더 1600 (1997년)
- 더 보이즈 넥스트 도어 (1996년)
- 홀리데이 어페어 (1996년)
- 시니어 트립 (1995년)
- 히로시마 (1995년)
- 다니엘 스틸 - 그래서 그들은 사랑할 수 있었다 (1994년)
- 굿 파이트 (1992년)
- 행복했던 여자 (1991년)
- JFK (1991년)
- 히틀러의 딸 (1990년)
- 이엔지 (1989년)
- 폴리스 아카데미 6 (1989년)
- 폴리스 아카데미 5 - 마이애미 비치 임무 (1988년)
- 폴리스 아카데미 4 - 시민 순찰대 (1987년)
- 폴리스 아카데미 (1984년)
- 노마 레이 (1979년)
- 로즈메리의 아기 (1968년)